# Delahaye Type 78
Der Delahaye Type 78, in Langform Delahaye Type 78/35 C, ist ein frühes Lkw-Modell. Hersteller war Automobiles Delahaye in Frankreich.

## Beschreibung
Die Fahrzeuge wurden nur 1913 hergestellt. Sie waren vom Delahaye Type 59 abgeleitet, der 0,75 Tonnen Nutzlast hatte. Besonderheit war eine Winde vom System Saconney für Heißluftballons.
Der Ottomotor leistet 30 PS.